# École de Reichenau

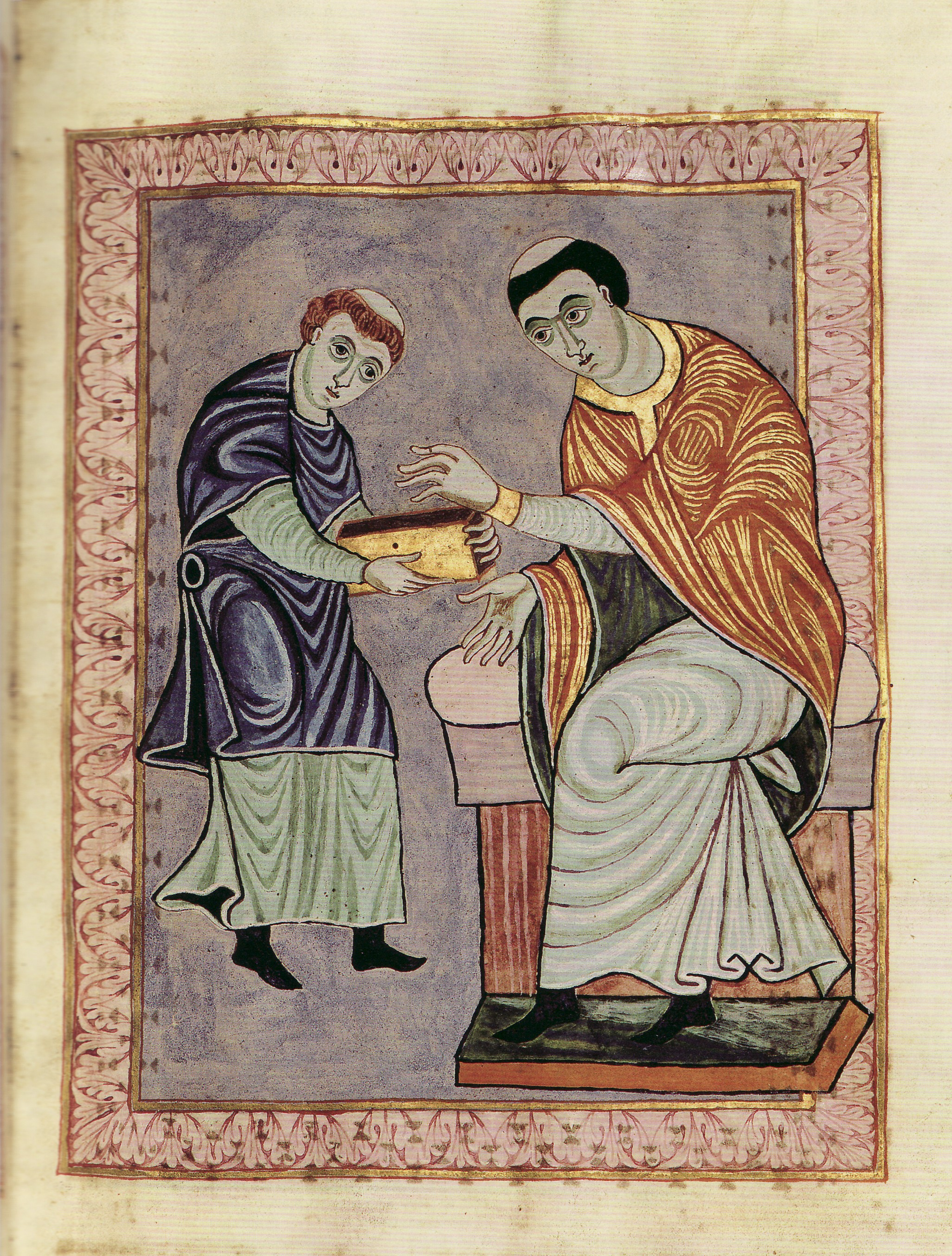
Partie du cycle de la dédicace du Codex de Gero : le scribe Anno donne le résultat de son travail au margrave Gero.

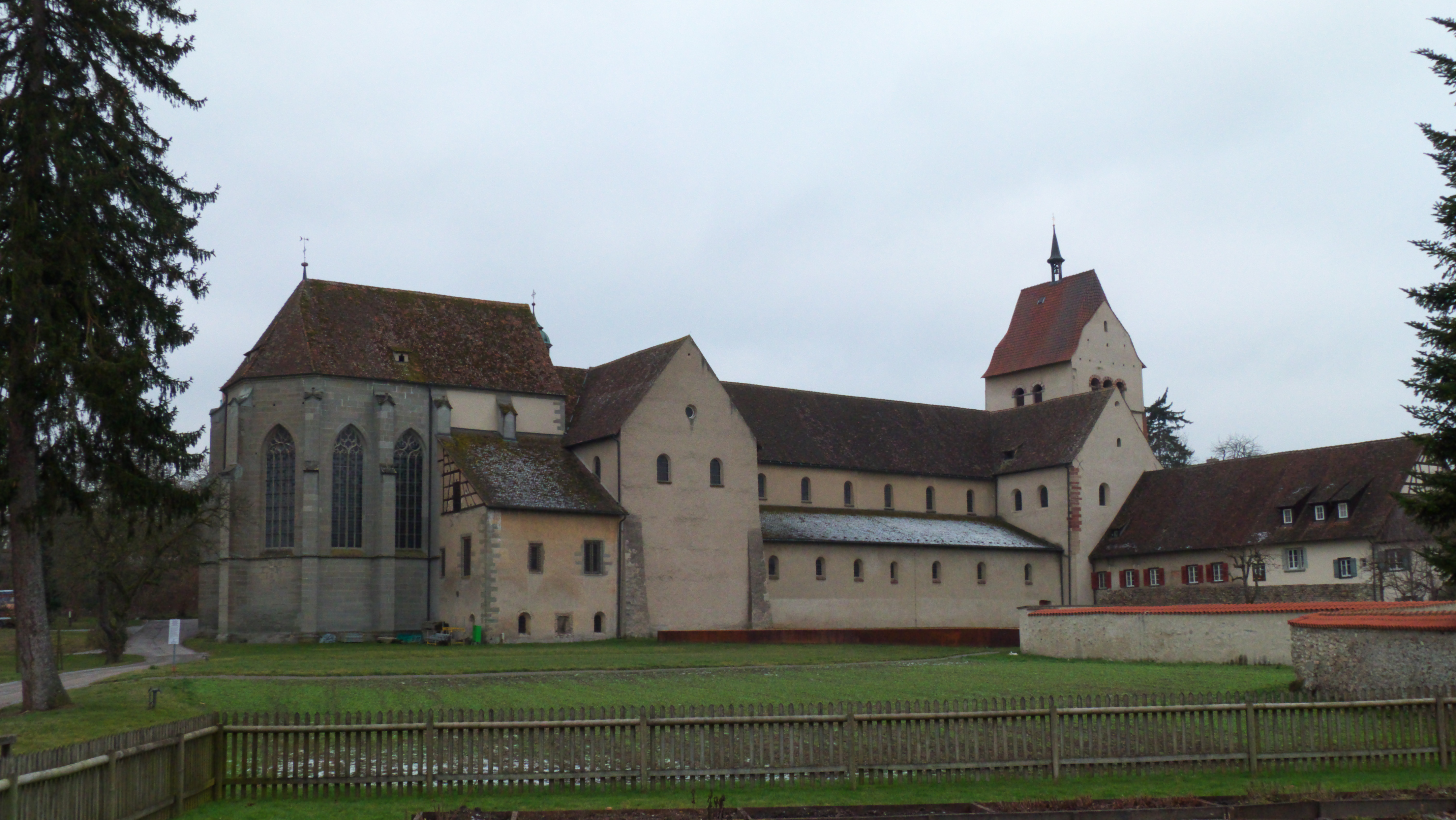
Abbaye de Reichenau.

 (octobre 2017).
L'école de Reichenau (Reichenauer Schule) réunit les différents enlumineurs qui au Xe siècle et au XIe siècle ont travaillé en Allemagne sur l'île de Reichenau à l'enluminure de manuscrits.
Cette école d'enluminure concerne d'abord le scriptorium de l'abbaye de Reichenau dont sont issus une quarantaine de manuscrits liturgiques, mais des recherches paléographiques ont montré que le scriptorium de Trèves, celui de Cologne et de Seeon étaient aussi impliqués.  Ces livres précieux ont été commandés par des princes laïcs ou ecclésiastiques à destination de plusieurs églises de l'empire ottonien ou salien et n'étaient utilisés qu'à de grandes occasions.
Une partie de ses manuscrits précieux qui se trouvent aujourd'hui dans différentes bibliothèques d'Europe est inscrite depuis 2003 à la liste de l'Unesco (Mémoire du monde),.

## Quelques œuvres
- Commentaire sur le Cantique des cantiques de Bamberg (Msc. Bibl. 22) de la bibliothèque d'État de Bamberg
- Apocalypse de Bamberg de la bibliothèque d'État de Bamberg
- Codex Egberti de la bibliothèque d'État de Trèves
- Psautier d'Egbert du Museo Archeologico Nazionale, Cividale del Friuli (Italie)
- Évangéliaire d'Othon III de la bibliothèque d'État bavaroise, Munich
- Lectionnaire de Cambridge du Fitzwilliam Museum, Cambridge
- Évangéliaire de la cathédrale de Bamberg de la bibliothèque d'État bavaroise
- Évangéliaire de Poussay de la Bibliothèque nationale de France, Paris
- Gero-Codex de la bibliothèque de l'université de Darmstadt
- Gesta Witigowonis de la bibliothèque du Land de Bade
- Orationale de Hildesheim de la bibliothèque de la cathédrale de Hildesheim
- Codex d'Hillinus  de la bibliothèque archiépiscopale de la cathédrale de Cologne
- Évangéliaire de Liuthar du trésor de la cathédrale d'Aix-la-Chapelle
- Fragment du missel de Paris de la Bibliothèque nationale de France
- Sacramentaire de Petershausen de la bibliothèque de l'université de Heidelberg
- Livre des péricopes d'Henri II  de la bibliothèque d'État bavaroise
- Évangéliaire de Reichenau de la bibliothèque d'État de Leipzig, en dépôt à la bibliothèque de l'université de Leipzig
- Livre des péricopes de Reichenau de la bibliothèque du duc Auguste de Wolfenbüttel
- Évangéliaire de Saint-Mihiel